# Believe Me Now?
Believe Me Now? è il secondo album in studio della cantante inglese Becky Hill, pubblicato il 31 maggio 2024 da Polydor Records e Eko Records.

## Tracce
1. True Colours (featuring Self Esteem) – 3:51
2. Darkest Hour – 3:17
3. Outside of Love – 2:55
4. Never Be Alone (featuring Sonny Fodera) – 3:09
5. Multiply – 2:28
6. Swim – 3:32
7. Man of My Dreams – 2:58
8. Linger – 2:56
9. Lonely Again – 3:50
10. Side Effects (with Lewis Thompson) – 2:33
11. Back Around – 2:36
12. Keep Holding On – 2:13
13. One Track Mind (featuring Rileasa) – 2:44
14. Disconnect (with Chase & Status) – 2:44
15. Right Here – 2:59